# Tabayo 1
Tabayo 1  est une ville située dans le Sud de la Côte d'Ivoire et appartenant au département de Guéyo, dans la Région du Bas-Sassandra.
La localité de Tabayo 1 est un chef-lieu de commune et de sous-préfecture .